# 헤움노

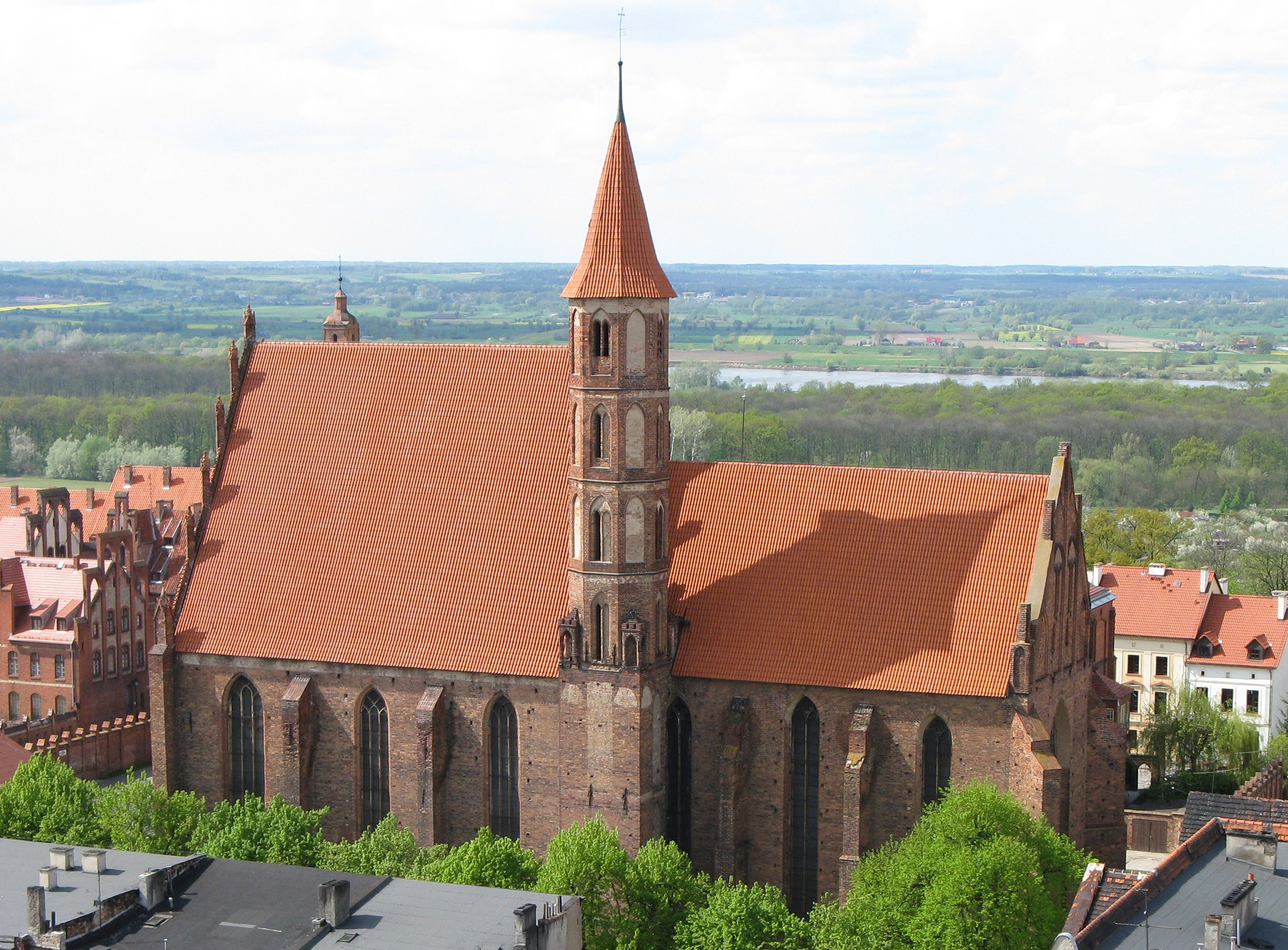
헤움노 성 야쿠프(Jakub)·성 미코와이(Mikołaj) 교회

헤움노(폴란드어: Chełmno, 독일어: Kulm 쿨름[*])는 폴란드 북부 쿠야비포모제주에 위치한 도시로 면적은 13.56km2, 높이는 75m, 인구는 20,388명(2006년 기준), 인구 밀도는 1,500명/km2이다. 비스와강과 접한다.

시기
시 문장

## 역사
1232년 튜턴 기사단에 의해 설립되었으며 한자 동맹에 가맹한 이후에는 상업 도시로 성장했다. 1772년 제1차 폴란드 분할에 따라 프로이센 왕국에 편입되었고 제1차 세계 대전 종전 이후인 1920년에는 폴란드에 편입되었다.
제2차 세계 대전 중이던 1939년에는 나치 독일에 점령되었고 약 5,000명에 달하는 폴란드인들이 나치 독일에 의해 학살당했다. 또한 남아있던 폴란드인들은 나치 독일의 레벤스라움 정책을 구상하던 폴란드 총독부에 의해 추방당했다. 1945년 1월 25일에 독일군이 철수하는 과정에서 일어난 초토화 작전에 따라 병원, 터미널, 양조장 등이 화재로 소실되었다.